# سیارک ۲۰۸۸
سیارک ۲۰۸۸ (به انگلیسی: 2088 Sahlia، نامگذاری:1976DJ) دو هزار و هشتاد و هشتمین سیارک کشف شده‌است که در ۲۷ فوریه ۱۹۷۶ کشف شد.
قدر مطلق سیارک برابر ۱۲٫۴۲ است.